# Zostérops à bec fort
Heleia crassirostris
Espèce
Statut de conservation UICN

 LC  : Préoccupation mineure
Le Zostérops à bec fort (Heleia crassirostris) est une espèce d'oiseaux de la famille des Zosteropidae.
Il est endémique des petites îles de la Sonde.